# Boston Marathon 1924
De Boston Marathon 1924 werd gelopen op zaterdag 19 april 1924. Het was de 28e editie van deze marathon. Evenals in de twee voorafgaande jaren was het de Amerikaan Clarence DeMar, die als eerste de finish passeerde. Zijn winnende tijd was 2:29.40,2. 
Het parcours was nog steeds te kort. Hoewel het inmiddels sinds voorgaande jaren was verlengd van 38,51 km tot ongeveer 40 km, was het nog steeds korter dan de sinds de Olympische Spelen van 1908 gevestigde opvatting, dat de marathon een lengte van 42,195 km hoorde te hebben.

## Uitslag
| rang   | naam              | land | tijd      |
| ------ | ----------------- | ---- | --------- |
| Goud   | Clarence DeMar    | USA  | 2:29.40,2 |
| Zilver | Charles Mellor    | USA  | 2:35.04,6 |
| Brons  | Frank Wendling    | USA  | 2:37.40,4 |
| 4      | William Churchill | USA  | 2:37.52   |
| 5      | Carl Linder       | USA  | 2:40.12,4 |
| 6      | Victor MacAulay   | CAN  | 2:40.36,8 |
| 7      | Ralph Williams    | USA  | 2:41.58,6 |
| 8      | William Kennedy   | USA  | 2:43.03   |
| 9      | Leonard Tikkanen  | USA  | 2:46.31   |
| 10     | Speros Merageas   | USA  | 2:50.49   |

1897 ·
1898 ·
1899 ·
1900 ·
1901 ·
1902 ·
1903 ·
1904 ·
1905 ·
1906 ·
1907 ·
1908 ·
1909 ·
1910 ·
1911 ·
1912 ·
1913 ·
1914 ·
1915 ·
1916 ·
1917 ·
1918 ·
1919 ·
1920 ·
1921 ·
1922 ·
1923 ·
1924 ·
1925 ·
1926 ·
1927 ·
1928 ·
1929 ·
1930 ·
1931 ·
1932 ·
1933 ·
1934 ·
1935 ·
1936 ·
1937 ·
1938 ·
1939 ·
1940 ·
1941 ·
1942 ·
1943 ·
1944 ·
1945 ·
1946 ·
1947 ·
1948 ·
1949 ·
1950 ·
1951 ·
1952 ·
1953 ·
1954 ·
1955 ·
1956 ·
1957 ·
1958 ·
1959 ·
1960 ·
1961 ·
1962 ·
1963 ·
1964 ·
1965 ·
1966 ·
1967 ·
1968 ·
1969 ·
1970 ·
1971 ·
1972 ·
1973 ·
1974 ·
1975 ·
1976 ·
1977 ·
1978 ·
1979 ·
1980 ·
1981 ·
1982 ·
1983 ·
1984 ·
1985 ·
1986 ·
1987 ·
1988 ·
1989 ·
1990 ·
1991 ·
1992 ·
1993 ·
1994 ·
1995 ·
1996 ·
1997 ·
1998 ·
1999 ·
2000 ·
2001 ·
2002 ·
2003 ·
2004 ·
2005 ·
2006 ·
2007 ·
2008 ·
2009 ·
2010 ·
2011 ·
2012 ·
2013 ·
2014 ·
2015 ·
2016 ·
2017 ·
2018 ·
2019 ·
2020 ·
2021 ·
2022